# Daniela Walkowiak-Pilecka
Daniela Walkowiak-Pilecka (n. 24 mai 1935, Łąki Wielkie⁠(d), Gmina Boniewo⁠(d), Warsaw Voivodeship⁠(d), Polonia) este o canoistă ce a reprezentat Polonia, medaliată olimpică. A participat la 3 ediții ale Jocurilor Olimpice (1956, 1960, 1964) în care a câștigat o medalie de bronz.